# Kelemér
Kelemér je obec na severovýchodě Maďarska v župě Borsod-Abaúj-Zemplén, v okrese Putnok. Leží 2 kilometry od hranic se Slovenskem.
Rozkládá se na ploše 18,81 km² a v roce 2024 zde žilo 428 obyvatel.